# Boalla (Zitenga)
Pour les articles homonymes, voir Boalla.
Boalla, parfois orthographié Boala, est une localité située dans le département de Zitenga de la province de l'Oubritenga dans la région Plateau-Central au Burkina Faso.

## Géographie
Boalla se trouve à 6 km au sud-est de Zitenga, le chef-lieu du département, à 12 km au nord de Ziniaré et à 6 km à l'ouest de la route nationale 3.

## Santé et éducation
Le centre de soins le plus proche de Boalla est le centre de santé et de promotion sociale (CSPS) de Zitenga. Le centre médical avec antenne chirurgicale (CMA) de la province se trouve à Ziniaré.